# Tour Down Under 2005
El Tour Down Under 2005, setena edició del Tour Down Under, es disputà entre el 18 i el 23 de gener de 2005 sobre un recorregut total de 719 quilòmetres repartits entre sis etapes. Era la primera curta de l'UCI Oceania Tour 2005.
La cursa fou guanyada per l'espanyol Luis León Sánchez (Liberty Seguros-Würth), que també guanyà la dels joves. Fou acompanyat al podi pels australians Allan Davis (Liberty Seguros-Würth) i Stuart O'Grady (Cofidis).
Quant a les classificacions secundàries, la classificació dels punts fou per a Robbie McEwen (Davitamon-Lotto), la de la muntanya per a Gene Bates (Team UniS-Australia) i la dels equips pel Liberty Seguros-Würth.

## Equips participants
En la setena edició del Tour Down Under hi prenen part dotze equips, dos d'australians, un d'estatunidenc i nou d'europeus.
| Team UniS-Australia   | Quick Step-Innergetic     | Crédit agricole      |
| Lampre-Caffita        | United Water              | AG2R Prévoyance      |
| La Française des Jeux | Liberty Seguros-Würth     | Davitamon-Lotto      |
| Cofidis               | Ceramica Panaria-Navigare | Navigators Insurance |

## Les etapes
| Etapa | Data        | Recorregut              | km       | Vencedor d'etapa  | Líder de la general |
| ----- | ----------- | ----------------------- | -------- | ----------------- | ------------------- |
| 1a    | 18 de gener | Adelaida - Adelaida     | 50,0 km  | Robbie McEwen     | Robbie McEwen       |
| 2a    | 19 de gener | Salisbury - Tanunda     | 150,0 km | Robbie McEwen     | Robbie McEwen       |
| 3a    | 20 de gener | Glenelg - Victor Harbor | 139,0 km | Luis León Sánchez | Luis León Sánchez   |
| 4a    | 21 de gener | Unley - Hahndorf        | 152,0 km | Matthew White     | Luis León Sánchez   |
| 5a    | 22 de gener | Willunga - Willunga     | 147,0 km | Alberto Contador  | Luis León Sánchez   |
| 6a    | 23 de gener | Adelaida - Adelaida     | 81,0 km  | Robbie McEwen     | Luis León Sánchez   |

## Classificació final
| Pos. | Ciclista                   | Equip                     | Temps       |
| ---- | -------------------------- | ------------------------- | ----------- |
| 1    | Luis León Sánchez (ESP)    | Liberty Seguros-Würth     | 16h 45' 44" |
| 2    | Allan Davis (AUS)          | Liberty Seguros-Würth     | + 33"       |
| 3    | Stuart O'Grady (AUS)       | Cofidis                   | + 47"       |
| 4    | Johan Vansummeren (BEL)    | Davitamon-Lotto           | + 48"       |
| 5    | Javier Ramírez Abeja (ESP) | Liberty Seguros-Würth     | + 50"       |
| 6    | David McPartland (AUS)     | United Water              | + 53"       |
| 7    | Simon Gerrans (AUS)        | AG2R Prévoyance           | + 1' 04"    |
| 8    | Paride Grillo (ITA)        | Ceramica Panaria-Navigare | + 1' 10"    |
| 9    | Mark Renshaw (AUS)         | FDJ                       | + 1' 18"    |
| 10   | Robert McLachlan (AUS)     | United Water              | m. t.       |